# Era o Hotel Cambridge
Era o Hotel Cambridge é um filme de ficção documental brasileiro de 2016, dirigido por Eliane Caffé.

## Sinopse
O longa-metragem se passa dentro do edifício Cambridge, localizado no centro da cidade de São Paulo, e conta a história de refugiados recém-chegados ao Brasil que passam a dividir com um grupo de sem-tetos os espaços de um velho edifício abandonado. Conta com a participação de pessoas reais que interpretam a si mesmas, e também de atores profissionais que interpretam personagens fictícios.

## Elenco
- Isam Ahmad Issa como ele mesmo
- Carmen Silva como ela mesma
- José Dumont como Apolo
- Suely Franco como Gilda
- Mariana Raposo como Isobel
- Gabriel Tonin como Kleiton
- Lucía Pulido como ela mesma
- Guylain Muskendi como ele mesmo